# Losail International Circuit
Der Losail International Circuit (arabisch حلبة لوسيل الدولية, DMG Ḥalbat Lūsail ad-duwaliyya) ist eine Motorsport-Rennstrecke außerhalb von Doha in Katar.

## Lage und Bau
Die Strecke liegt an der Ostküste des Landes, 20 Kilometer nördlich von Doha, mitten in der Wüste und ist 5380 Meter lang. Sie wurde im Jahr 2004 eröffnet und kostete umgerechnet etwa 50 Millionen Euro. Die Rennstrecke ist sowohl durch die FIA als auch durch die FIM homologiert und gilt als sehr modern, zu ihrer Ausstattung gehören 40 Boxengaragen, ein modernes Pressezentrum mit 200 Journalistenplätzen sowie ein Streckenhospital. Außerhalb der Rennveranstaltungen kann die Piste auch von Privatleuten angemietet werden.

## Veranstaltungen
Seit 2004 finden hier jährlich der Große Preis von Katar zur Motorrad-Weltmeisterschaft sowie ein Superbike-WM-Lauf statt. Die Zuschauerresonanz bei den Rennen ist eher gering, so zählt die Strecke zu Motorrad-WM-Läufen regelmäßig weniger als 10.000 Besucher am Rennwochenende.
Zum Saisonauftakt der Motorrad-WM 2008 fand hier am 9. März das erste Nachtrennen in der Geschichte der Motorrad-Weltmeisterschaft statt. 2009 war der Grand Prix von schlechten Wetterverhältnissen geprägt. Da durch die künstliche Ausleuchtung der Strecke bei nassen Pistenverhältnissen gefährliche Lichtreflexionen entstehen, wurde von vornherein eine Austragung der Läufe bei Regen ausgeschlossen. Das Rennen der 125-cm³-Klasse musste wegen einsetzendem Regen bereits nach vier Runden abgebrochen werden und wurde nicht mehr neu gestartet. Der 250-cm³-Lauf wurde von 20 vorgesehenen auf 13 Runden verkürzt, während das für Mitternacht (Lokalzeit) geplante Rennen der MotoGP-Klasse wegen starken Regens und Sturms gar nicht erst gestartet werden konnte und um einen Tag auf den folgenden Montag verschoben wurde. 
2021 wurde im Rahmen der Formel-1-Weltmeisterschaft erstmals ein Rennen der höchsten Automobilklasse als Großer Preis von Katar veranstaltet. Für die Austragung des Großen Preis von Katar 2023 war ursprünglich der Bau einer neuen Rennstrecke geplant. Im Rennkalender 2023 wurde später jedoch erneut der Losail International Circuit berücksichtigt.

## Streckendaten
- Länge: 5380 Meter
- Breite: 12 Meter
- längste Gerade: 1068 Meter
- Rechtskurven: 10
- Linkskurven: 6

## Statistik

### Motorrad
| Jahr | Sieger                | Motorrad | Reifen | Zeit          | Streckenlänge | Runden | Ø-Tempo      | Datum        | GP von |
| ---- | --------------------- | -------- | ------ | ------------- | ------------- | ------ | ------------ | ------------ | ------ |
| 2004 | Sete Gibernau         | Honda    | M      | 44:01,741 min | 5,380 km      | 22     | 161,294 km/h | 2. Oktober   | Katar  |
| 2005 | Valentino Rossi       | Yamaha   | M      | 43:33,759 min | 5,380 km      | 22     | 163,020 km/h | 1. Oktober   | Katar  |
| 2006 | Valentino Rossi       | Yamaha   | M      | 43:22,229 min | 5,380 km      | 22     | 163,743 km/h | 8. April     | Katar  |
| 2007 | Casey Stoner          | Ducati   | B      | 43:02,788 min | 5,380 km      | 22     | 164,975 km/h | 10. März     | Katar  |
| 2008 | Casey Stoner          | Ducati   | B      | 42:36,587 min | 5,380 km      | 22     | 166,666 km/h | 9. März      | Katar  |
| 2009 | Casey Stoner          | Ducati   | B      | 42:53,984 min | 5,380 km      | 22     | 165,539 km/h | 13. April    | Katar  |
| 2010 | Valentino Rossi       | Yamaha   | B      | 42:50,099 min | 5,380 km      | 22     | 165,790 km/h | 11. April    | Katar  |
| 2011 | Casey Stoner          | Honda    | B      | 42:38,569 min | 5,380 km      | 22     | 166,537 km/h | 20. März     | Katar  |
| 2012 | Jorge Lorenzo         | Yamaha   | B      | 42:44,214 min | 5,380 km      | 22     | 166,170 km/h | 8. April     | Katar  |
| 2013 | Jorge Lorenzo         | Yamaha   | B      | 42:39,802 min | 5,380 km      | 22     | 166,457 km/h | 7. April     | Katar  |
| 2014 | Marc Márquez          | Honda    | B      | 42:40,561 min | 5,380 km      | 22     | 166,407 km/h | 23. März     | Katar  |
| 2015 | Valentino Rossi       | Yamaha   | B      | 42:35,717 min | 5,380 km      | 22     | 166,723 km/h | 29. März     | Katar  |
| 2016 | Jorge Lorenzo         | Yamaha   | M      | 42:28,452 min | 5,380 km      | 22     | 167,198 km/h | 20. März     | Katar  |
| 2017 | Maverick Viñales      | Yamaha   | M      | 38:59,999 min | 5,380 km      | 20     | 165,539 km/h | 26. März     | Katar  |
| 2018 | Andrea Dovizioso      | Ducati   | M      | 42:34,654 min | 5,380 km      | 22     | 166,792 km/h | 18. März     | Katar  |
| 2019 | Andrea Dovizioso      | Ducati   | M      | 42:36,902 min | 5,380 km      | 22     | 166,645 km/h | 10. März     | Katar  |
| 2021 | Maverick Viñales      | Yamaha   | M      | 42:28,663 min | 5,380 km      | 22     | 167,184 km/h | 28. März     | Katar  |
| 2021 | Fabio Quartararo      | Yamaha   | M      | 42:23,997 min | 5,380 km      | 22     | 167,491 km/h | 4. April     | Doha   |
| 2022 | Enea Bastianini       | Ducati   | M      | 42:13,198 min | 5,380 km      | 22     | 168,205 km/h | 6. März      | Katar  |
| 2023 | Fabio Di Giannantonio | Ducati   | M      | 41:43,654 min | 5,380 km      | 22     | 170,1 km/h   | 19. November | Katar  |
| 2024 | Francesco Bagnaia     | Ducati   | M      | 39:34,864 min | 5,380 km      | 21     | 171,2 km/h   | 10. März     | Katar  |

Rekordsieger
Fahrer: Valentino Rossi / Casey Stoner (je 4) • Fahrernationen: Italien / Spanien (je 7) • Konstrukteure: Yamaha (9)

### Formel 1
| Nr. | Jahr | Fahrer                      | Konstrukteur                | Motor                       | Reifen                      | Zeit                        | Streckenlänge               | Runden                      | Ø-Tempo                     | Datum                       | GP von                      |
| --- | ---- | --------------------------- | --------------------------- | --------------------------- | --------------------------- | --------------------------- | --------------------------- | --------------------------- | --------------------------- | --------------------------- | --------------------------- |
| 1   | 2021 | Lewis Hamilton              | Mercedes                    | Mercedes                    | P                           | 1:24:28,471 h               | 5,380 km                    | 57                          | 227,633 km/h                | 21. November                | Katar                       |
| –   | 2022 | kein Großer Preis von Katar | kein Großer Preis von Katar | kein Großer Preis von Katar | kein Großer Preis von Katar | kein Großer Preis von Katar | kein Großer Preis von Katar | kein Großer Preis von Katar | kein Großer Preis von Katar | kein Großer Preis von Katar | kein Großer Preis von Katar |
| 2   | 2023 | Max Verstappen              | Red Bull                    | Honda RPBT                  | P                           | 1:27:39,168 h               | 5,419 km                    | 57                          | 231,364 km/h                | 8. Oktober                  | Katar                       |
| 3   | 2024 | Max Verstappen              | Red Bull                    | Honda RPBT                  | P                           | 1:31:05,323 h               | 5,419 km                    | 57                          | 203,461 km/h                | 1. Dezember                 | Katar                       |